# Giáo phận
Giáo phận (tiếng Latin: dioecesis hay episcopatus), hay đầy đủ hơn là giáo phận chính tòa, là một đơn vị lãnh thổ gồm nhiều giáo xứ (xứ đạo) hay giáo họ (họ đạo), dưới quyền cai quản của một Giám mục. Đây là tổ chức giáo quyền cơ bản trong các giáo hội Kitô giáo như Công giáo Rôma, Chính thống giáo, Anh giáo và một số giáo hội Tin Lành. (Chính thống giáo và các Giáo hội Công giáo theo nghi lễ phương Đông thì gọi là Eparchy).

## Nghĩa đầu tiên : Khu vực (vùng) của Đế quốc La Mã
Dioecesis trong Đế quốc La Mã là một vùng hành chính được tạo ra dưới thời Hoàng Đế Diocletius vào cuối thế kỉ thứ III (297) bao gồm nhiều tỉnh dưới sự quản lý của một viên chức đại diện hoàng đế; vùng này được chia ra thành nhiều nhiều tỉnh. Và mỗi vùng được điều hành bởi một viên chức đại diện của trưởng vùng.

## Nghĩa thứ hai trong các Giáo hội
Trong các Giáo hội Kitô Giáo, từ Giáo phận chỉ vùng đất mà Đức Giám mục thi hành quyền lực.

### Từ thời các Tông Đồ đến năm 1983
Các Tông Đồ không xây dựng các Giáo phận, nhưng các Ngài xây dựng các Giáo hội địa phương vào thời đó, tức là các giáo xứ, bằng việc tập trung các Kitô hữu lại và đặt họ dưới quyền của một Giám mục Tông truyền.
Công đồng thứ nhất tại Nicée năm 325 đã khẳng định rằng các Tông Đồ đã xây dựng nguyên tắc lãnh thổ này vào thời buổi ban đầu của Giáo hội

### Trong Giáo hội Công giáo từ sauCông đồng Vatican II
Trong Giáo hội Công giáo Rôma, giáo phận được coi là một giáo hội nhỏ ở địa phương dưới quyền của một Giám mục (bishop). Một giáo phận có vị trí đặc biệt trong lịch sử thường mang tên danh dự là tổng giáo phận dưới quyền một tổng Giám mục. Nhiều giáo phận và tổng giáo phận lân cận nhau thường nhóm lại thành giáo tỉnh (ecclesiastical province).
Theo Giáo luật 1983 - dùng từ ngữ của Công đồng Vatican II - thì giáo phận là "một bộ phận dân Chúa được trao phó cho một Giám mục chăn dắt, với sự cộng tác của linh mục đoàn...". Còn theo định nghĩa của Hội đồng Giám mục thì "Giáo phận là các dân Chúa được trao phó cho một Giám mục coi sóc. Theo nghĩa rộng, là vùng lãnh thổ tương ứng (với số dân Chúa đó)". Giáo phận thường mang tên thành phố có đặt tòa Giám mục và nhà thờ chính tòa.
Lãnh thổ của một giáo phận rộng hay hẹp tùy theo số giáo dân và các điều kiện địa lý của các giáo xứ trực thuộc. Giáo phận có lãnh thổ rộng nhất thế giới hiện nay là giáo phận Công giáo Copenhagen của Đan Mạch, bao gồm nước Đan Mạch, Quần đảo Faroe và đảo Greenland với tổng số giáo dân khoảng dưới 40.000 người.
Vào năm 2003, Giáo hội Công giáo Rôma có 569 tổng giáo phận và 2.014 giáo phận.